# Вельц, Иван Августович
Иван (Иоганн-Александр) Августович Вельц  (6 июня 1866, село Софьино, Самарская губерния — 22 октября 1926, Ленинград) — русский художник австрийского происхождения, живописец-пейзажист.

## Биография
Родился 6 июня 1866 года в селе Софьино Самарской губернии в семье австрийского купца (в первом издании «БСЭ» говорится, что Вельц «уроженец Саратова»).
В 1889 году принял русское подданство. В 1885 году поступил в Петербургскую Академию художеств, где учился в мастерской пейзажной живописи М. К. Клодта. В те времена это было самое известное и престижное художественное учебное заведение, там учились многие известные живописцы, в том числе И. И. Шишкин, В. М. Васнецов, А. И. Куинджи и другие талантливые художники.
В годы обучения Вельц стал известен своими первыми самостоятельными работами, за которые был удостоен нескольких золотых и серебряных медалей. В 1891 году И. А. Вельц успешно окончил Академию художеств со званием классного художника I степени, получил большую золотую медаль, дающую право на заграничную поездку в Италию, Германию и Францию для совершенствования своего мастерства, как это было принято в Академии и неукоснительно выполнялось в отношении талантливых выпускников.
В 1894 году возвратился в Петербург, на протяжении двух лет после возвращения продолжал получать пенсию от Академии.

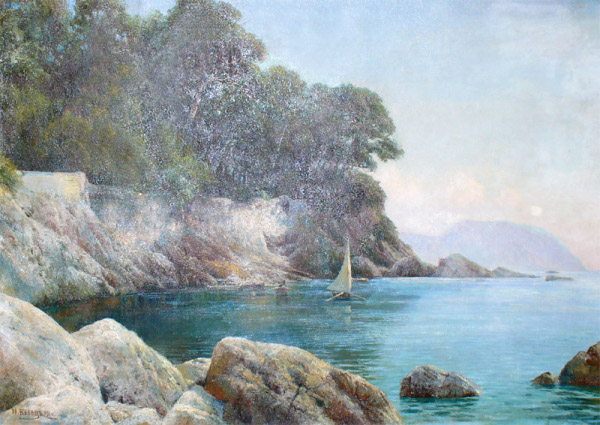
Парусник в бухте (1914)

Неоднократно путешествовал по России. Он использовал свои летние поездки в Крым, по окрестностям Петербурга, чтобы представить на академические выставки воплощенные в красках красивые уголки природы, останавливавшие взгляд молодого живописца: «Ранняя весна», «Пасмурная погода», «Восход солнца в Крымских горах», «Ночь в Петербурге», «Парк в Крыму», «В Ялте», «Деревня Гурзуф», «Деревня Кокоз в Крыму». Изображения с картин Вельца использовались для изготовления открыток.
Иван Августович Вельц регулярно экспонировал свои картины на выставках Московского общества любителей художеств (1887—1899) и Санкт-Петербургского общества художников (1894—1916).
В 1909 году стал членом Общества А. И. Куинджи, принимал участие в выставках Общества (1917—1926). После революции 1917 года экспонировал произведения также на выставках Общества художников-индивидуалистов. И. А. Вельц сотрудничал с Товариществом передвижников и вступил в Петроградское общество художников. В своем творчестве он умело пользовался находками и методами передвижников, сочетая элементы реализма с академическими принципами построения картины, тем самым открывая всё новые грани своего таланта.
Был приверженцем классической русской школы пейзажа, близкой М. К. Клодту, но сумел сделать её более живой и реалистичной.
Вплоть до советских времен Вельц продолжал активно работать и оставил множество замечательных произведений. Обширное художественное наследие Вельца хранится во многих музейных и частных собраниях, в том числе в Государственной Третьяковской галерее, художественных музеях Иркутска, Курска, Пензы, Перми, Омска, Днепропетровска и других.
Умер 22 октября 1926 года, похоронен в Ленинграде.

## Галерея

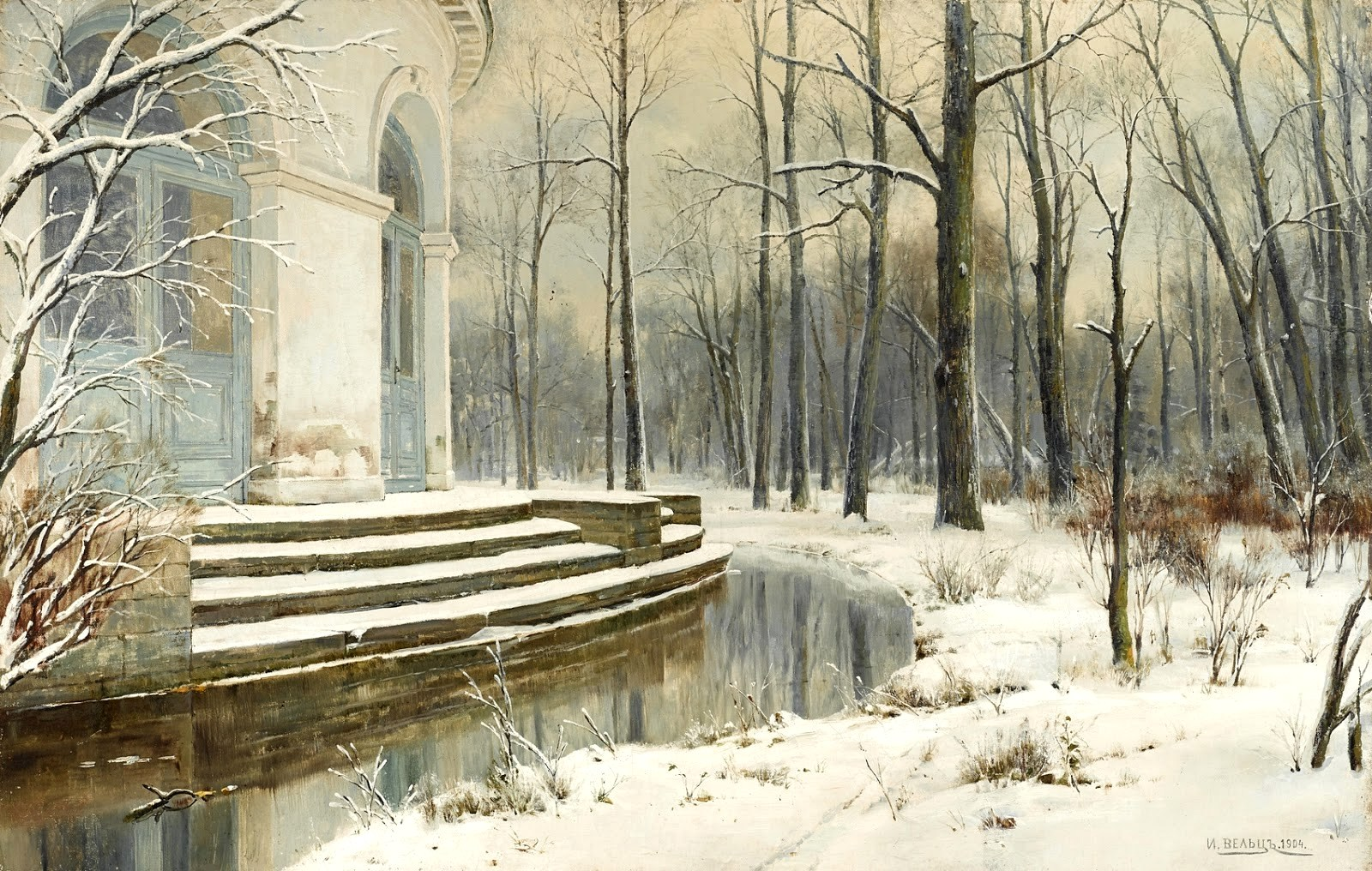
Первый снег
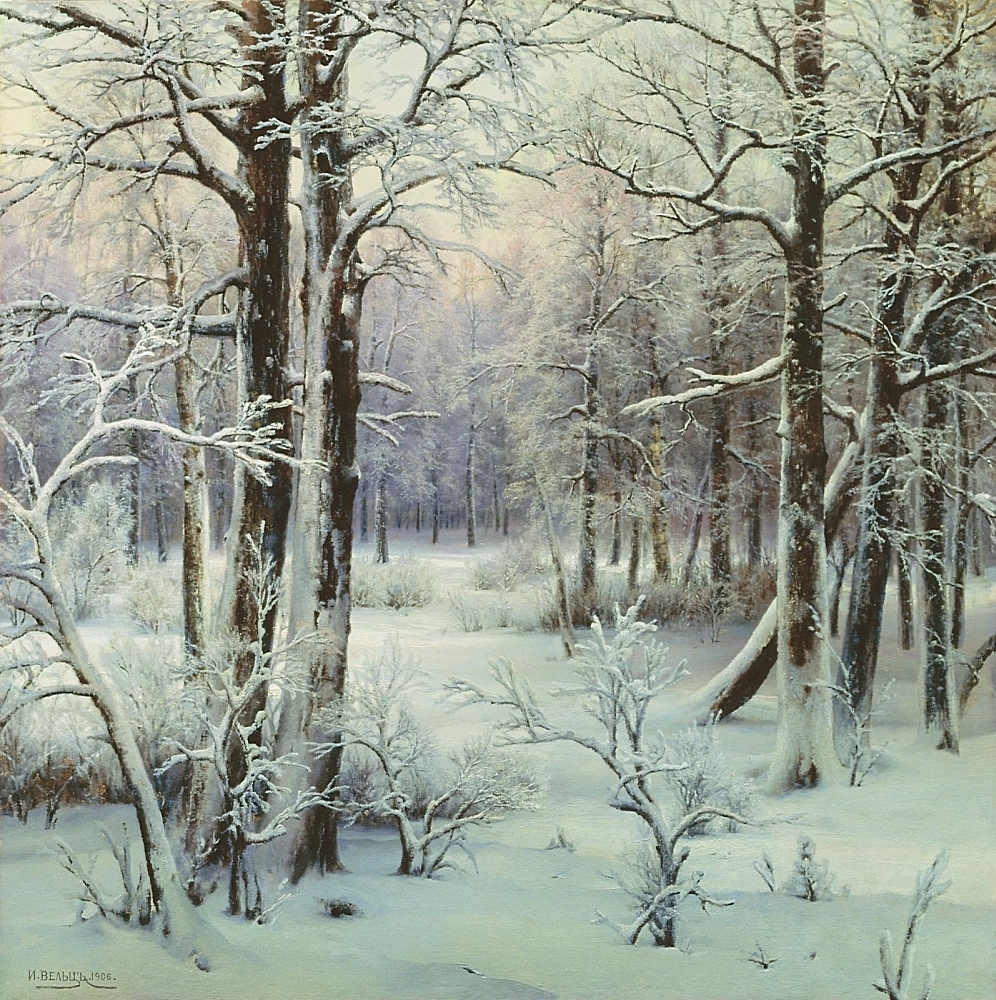
Иней
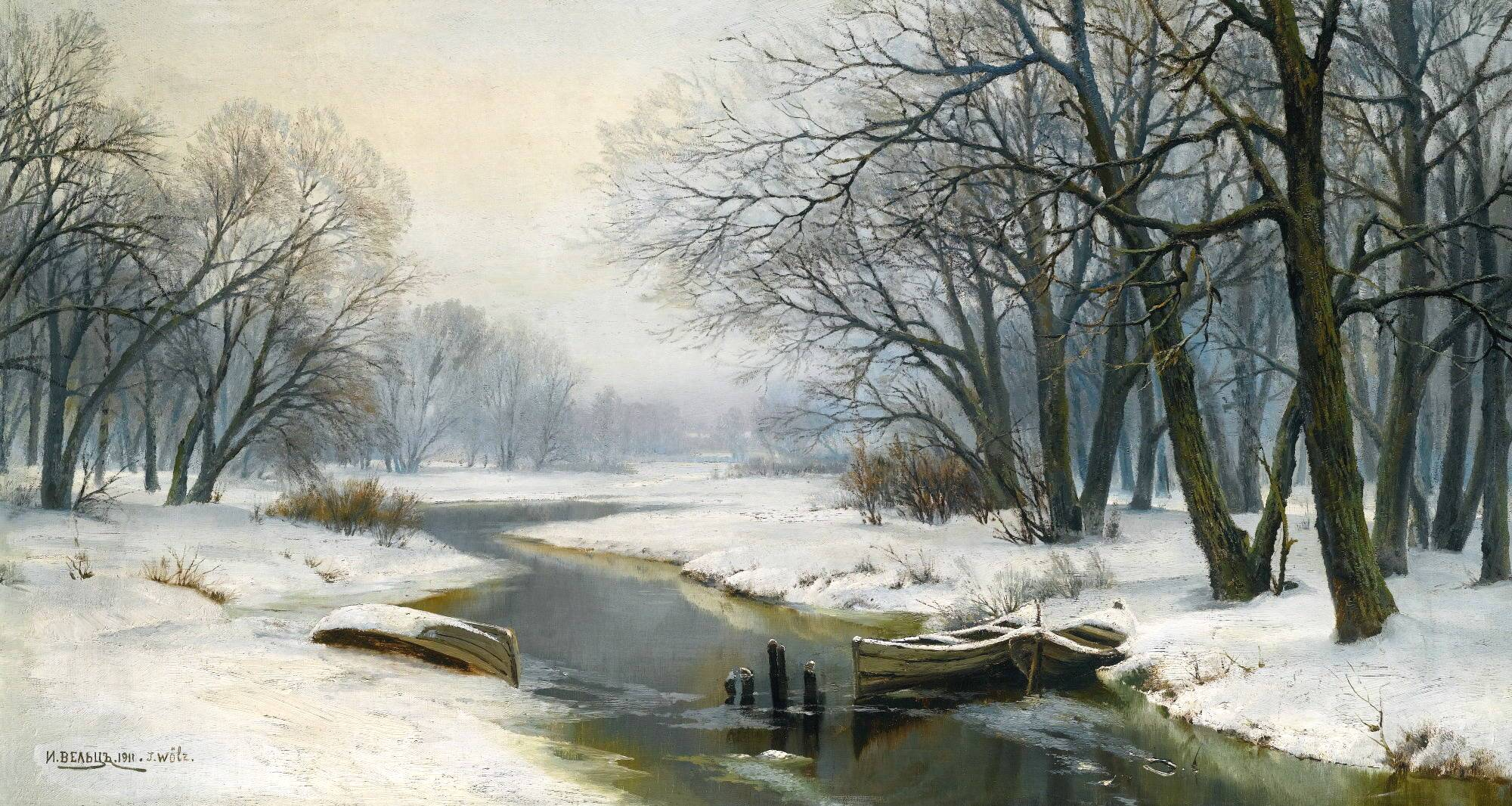
Зимний пейзаж (1911)
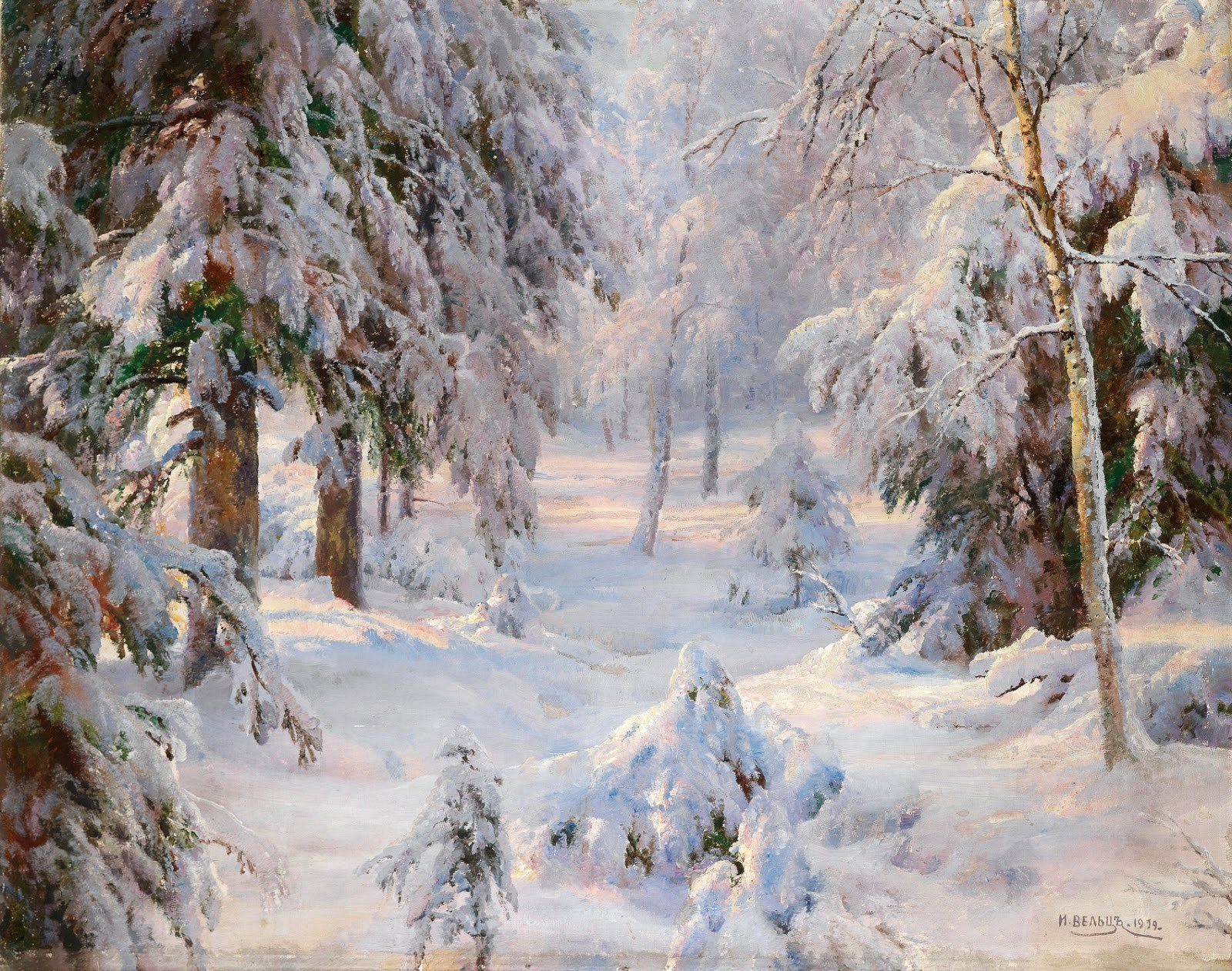
Зимнее солнце
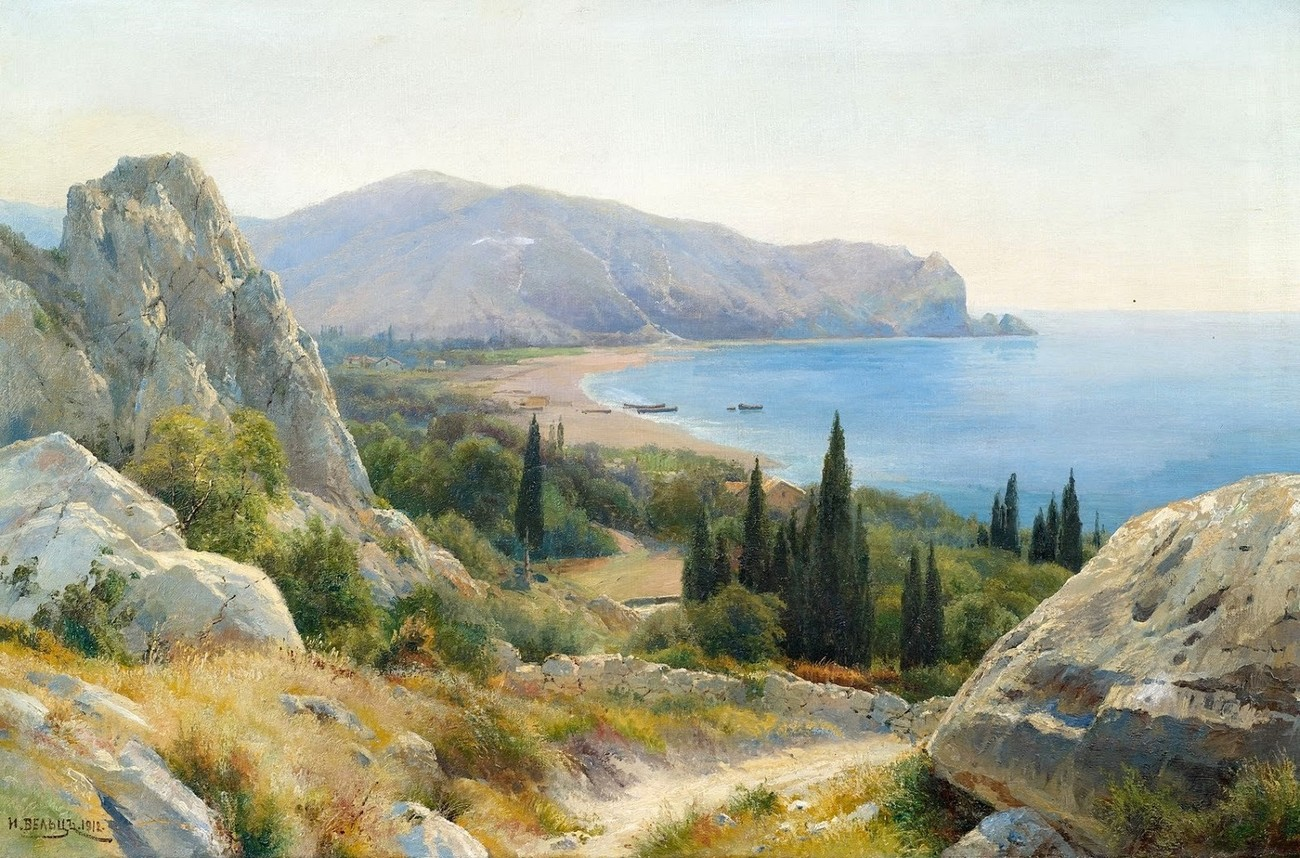
Летний пейзаж с прибрежными скалами
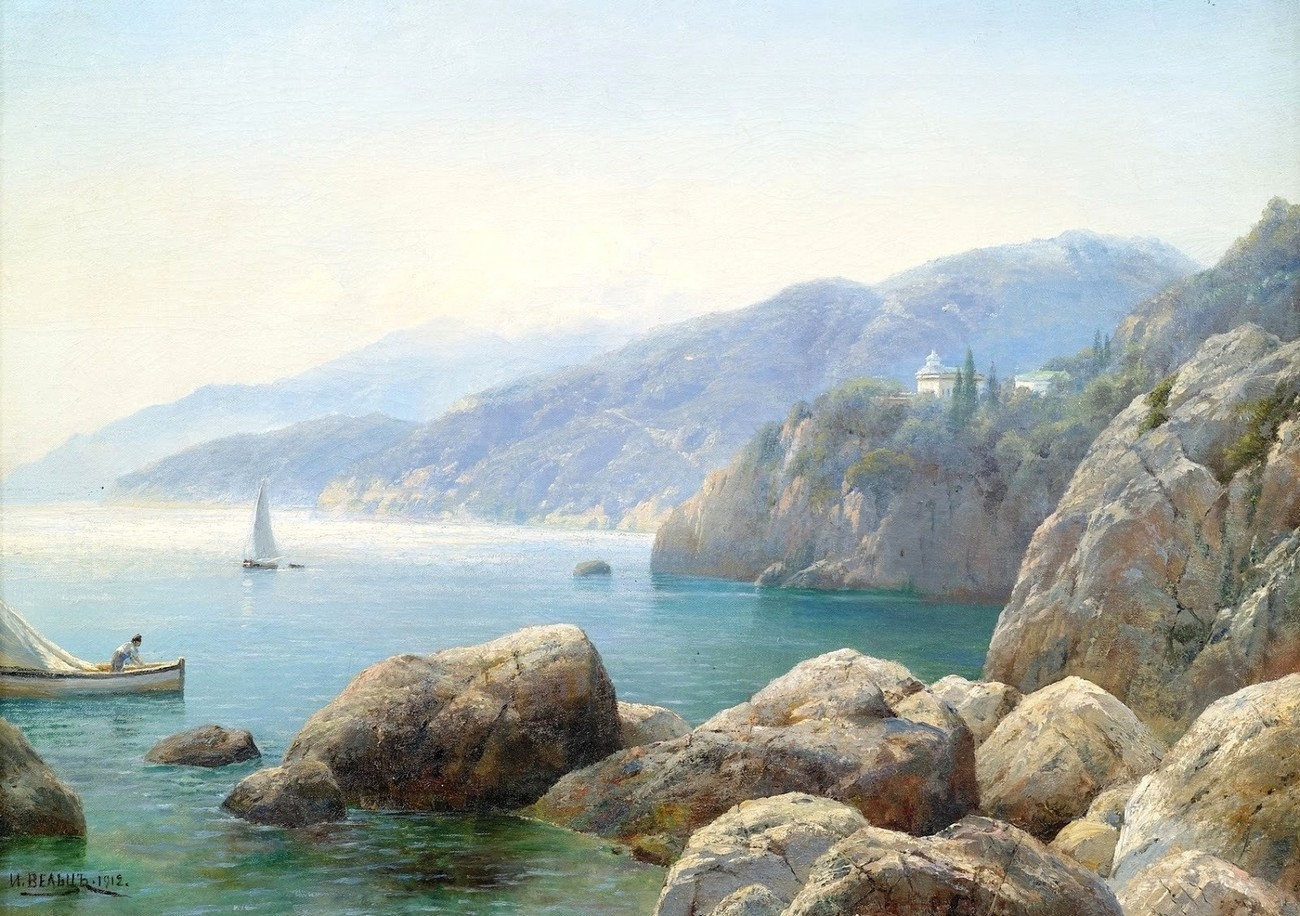
Летний пейзаж с парусными лодками
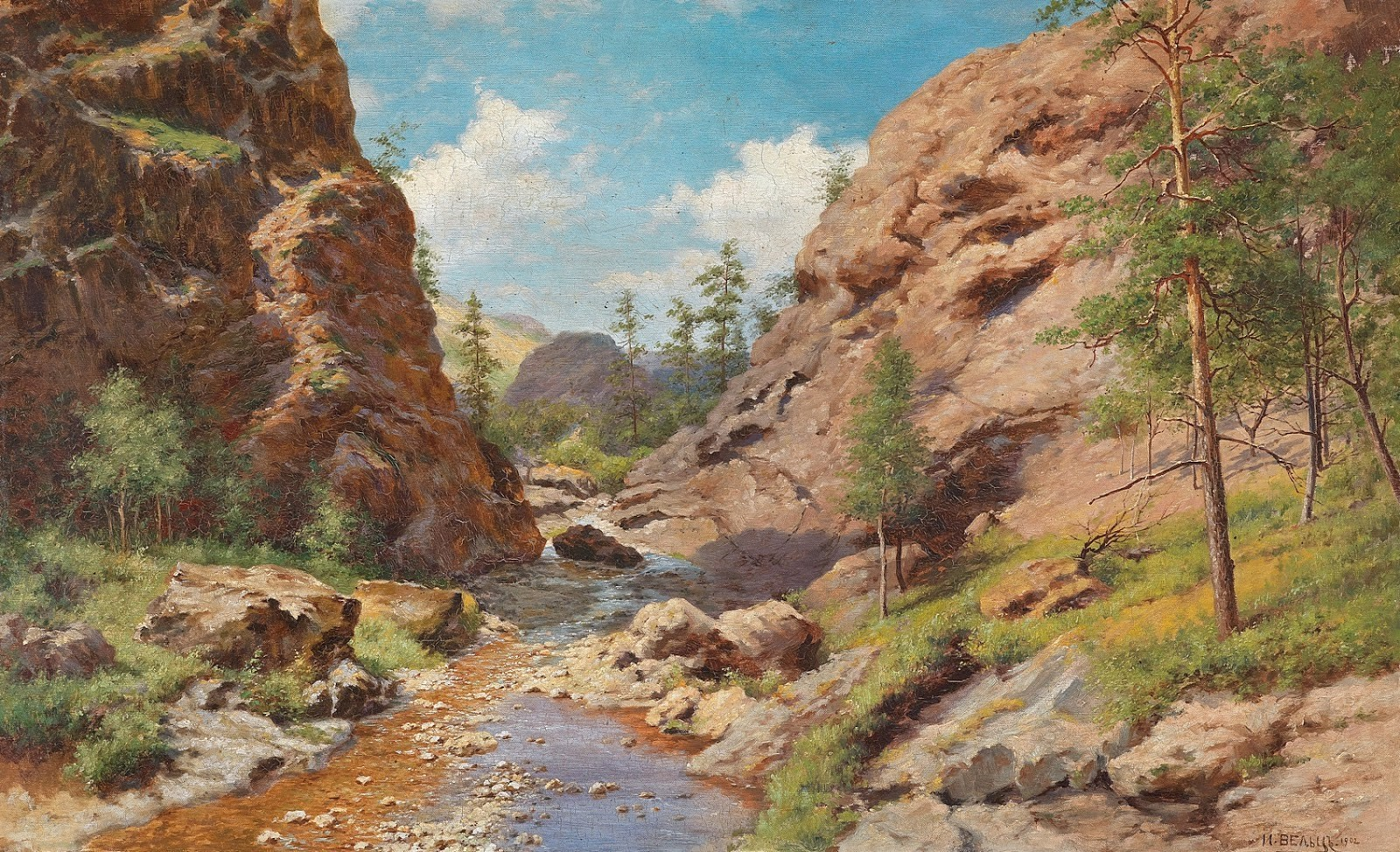
В крымских горах
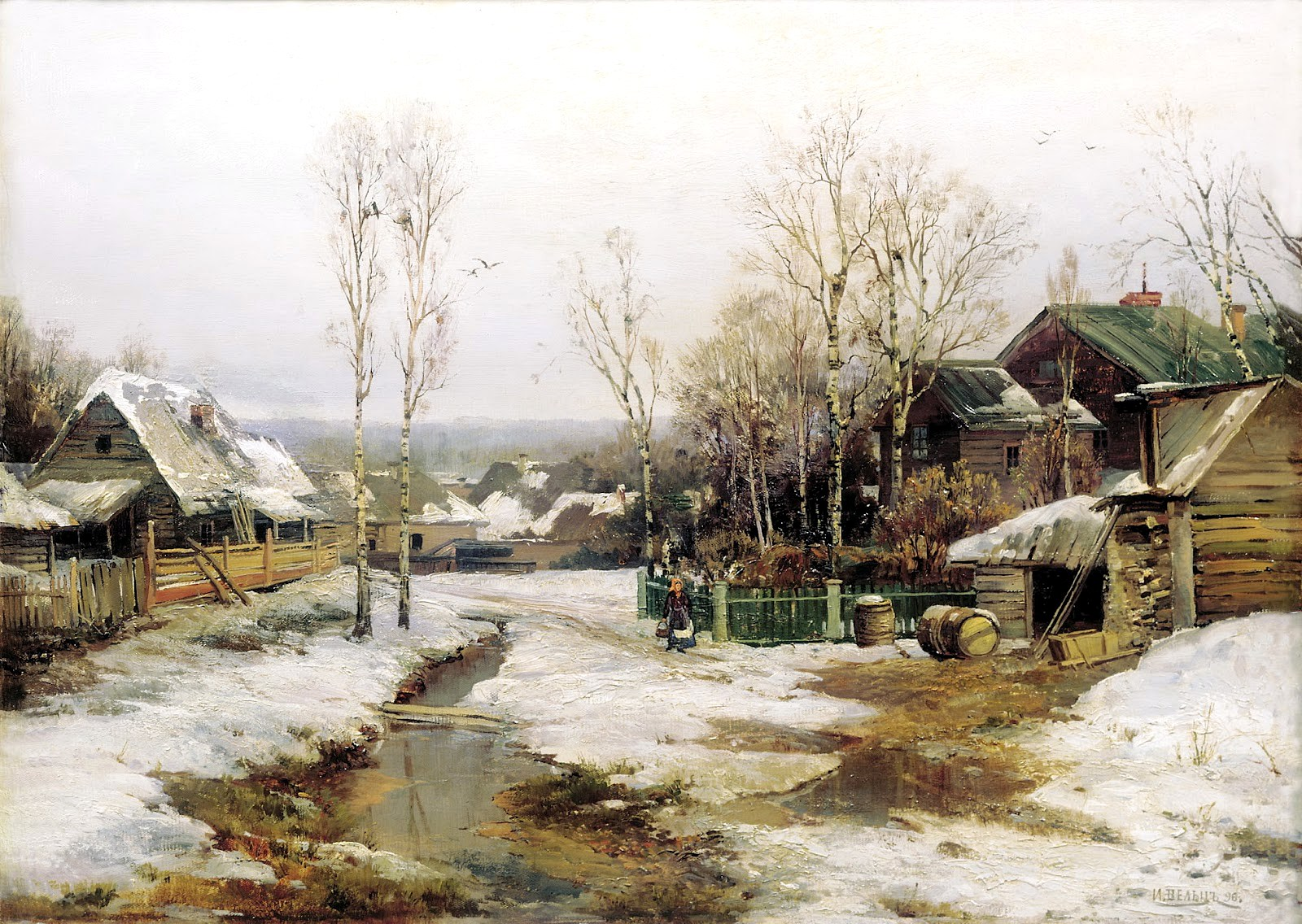
Весной в окрестностях Петербурга
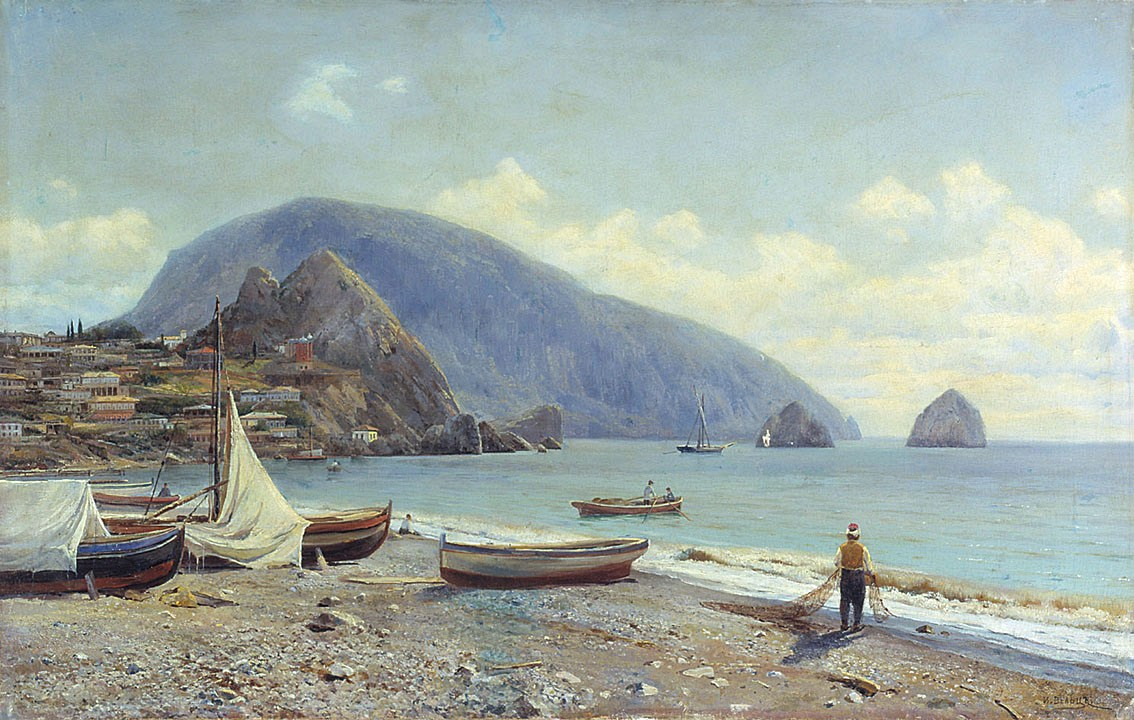
Мыс Аю-Даг
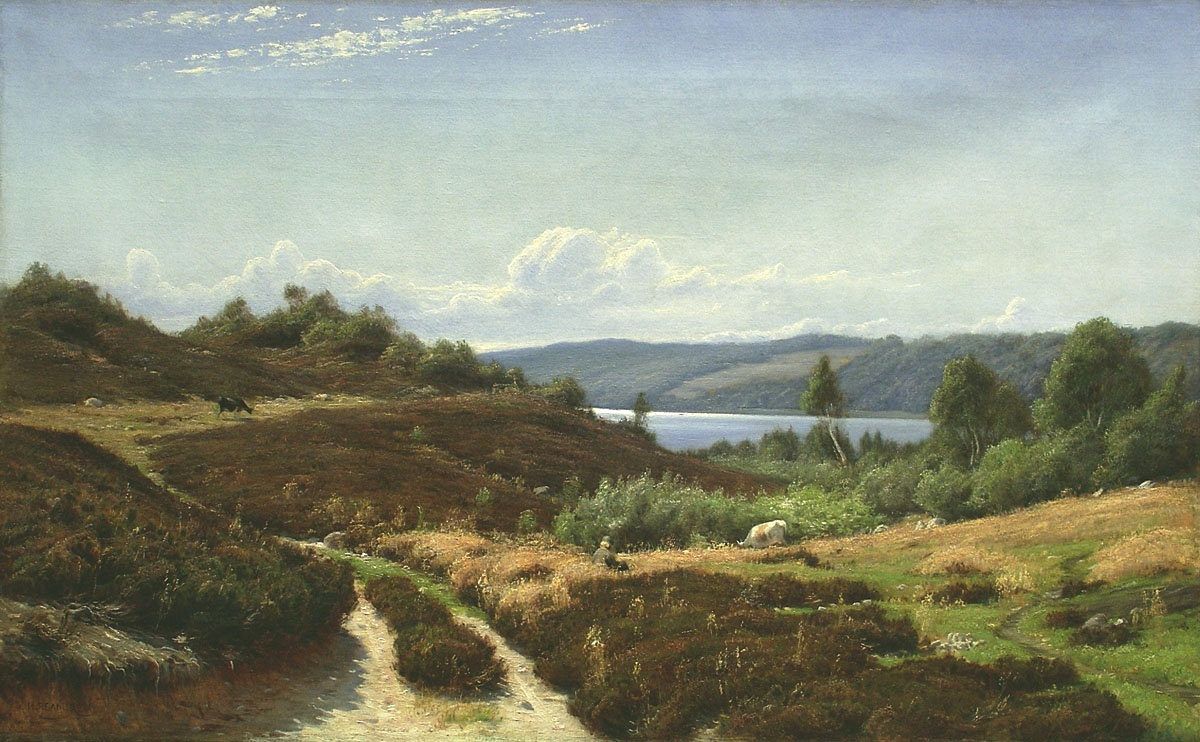
Летний пейзаж с пастушком и коровами
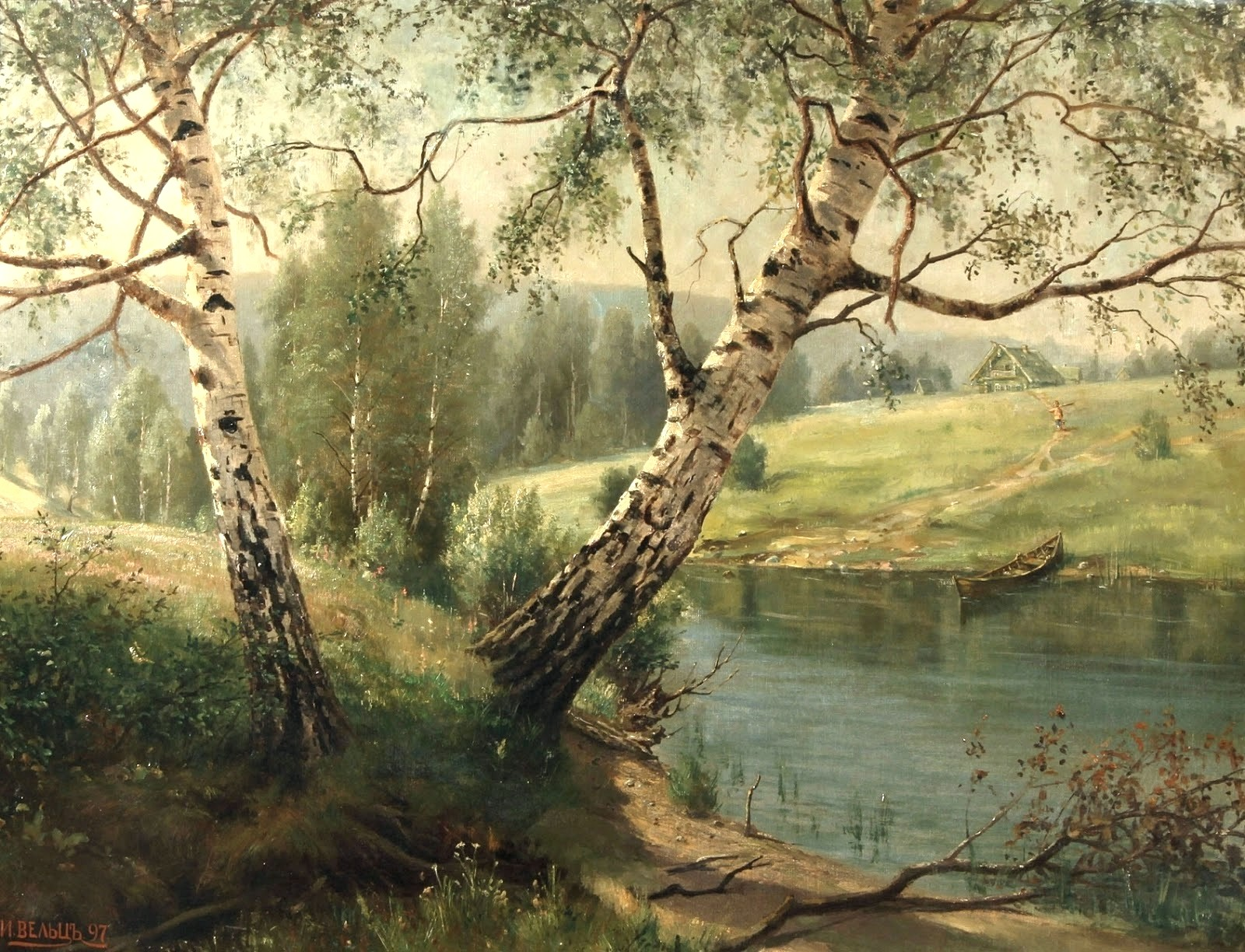
Берёзы на берегу реки
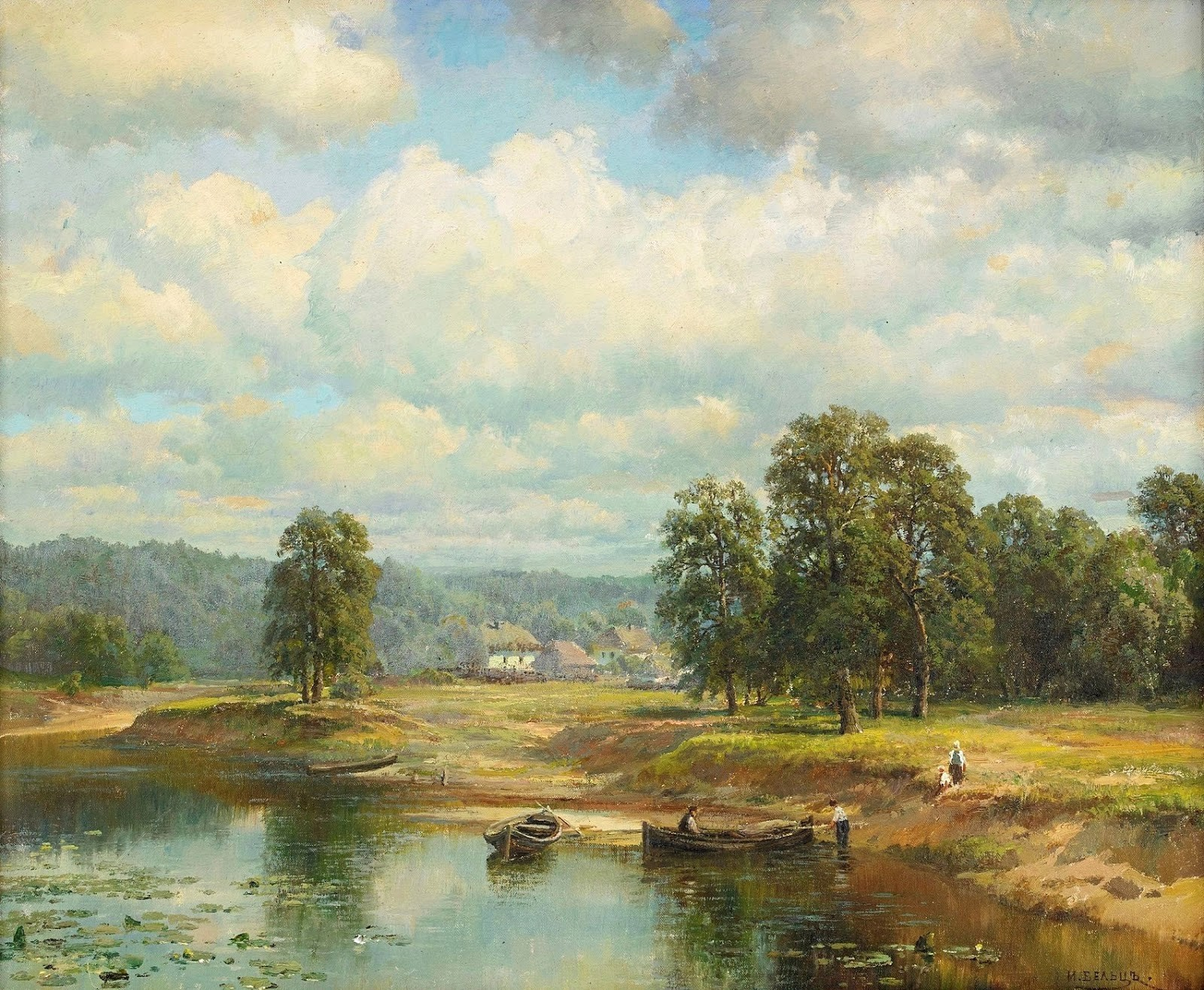
Украинский пейзаж

## Выставки
Иван Августович Вельц принимал участие в выставках:
- «Московского общества любителей художеств» (1887—1899);
- «Санкт-Петербургского общества художников» (1894—1916);
- Общества А. И. Куинджи (1917—1926);
- «Общества художников-индивидуалистов».

## Награды и звания
- Медали: был удостоен нескольких серебряных, малых золотых медалей и одной большой золотой медали за работу «Вид на имение Тентетникова».
- Звание Классного художника I степени.